# Ciszyca-Kolonia
Ciszyca-Kolonia is een plaats in het Poolse district  Opatowski, woiwodschap Święty Krzyż. De plaats maakt deel uit van de gemeente Tarłów en telt 90 inwoners.